# 烏魯蘇
乌鲁苏（羅馬化：Urussu，羅馬化：Urıssu）是俄罗斯鞑靼斯坦共和国的市级镇，为尤塔扎区行政中心及规模最大聚居地，也是该区唯一的一座市级镇。地处鞑靼斯坦共和国东南边境，位于伏尔加河流域伊克河畔，东与巴什科尔托斯坦共和国隔河相望。共和国首府喀山位于该镇西北方。镇内设有同名铁路车站。
附近城市有巴夫雷，以及巴什科尔托斯坦共和国的十月镇和图伊马济。
该地2022年人口有10,516人；2010年人口10,681；2002年人口11,258；1989年人口10,663。